# 拉尚拉斐尔
拉尚拉斐尔（法語：Lachamp-Raphaël，法語發音：[laʃɑ̃ ʁafaɛl]）是法国阿尔代什省的一个市镇，属于拉让蒂耶尔区。

## 地理
拉尚拉斐尔（44°48'38"N, 4°17'26"E）面积14.09 平方千米，位于法国奥弗涅-罗讷-阿尔卑斯大区阿尔代什省，该省份为法国东南部内陆省份，北起顺时针与卢瓦尔省、伊泽尔省、德龙省、沃克吕兹省、加尔省、洛泽尔省和上盧瓦爾省接壤。
与拉尚拉斐尔接壤的市镇（或旧市镇、城区）包括：勒尚邦、贝索尔盖河畔拉巴斯蒂德、拉维奥勒、梅济亚克、佩雷尔、萨涅和古杜莱、圣昂代奥勒-德富尔沙德。

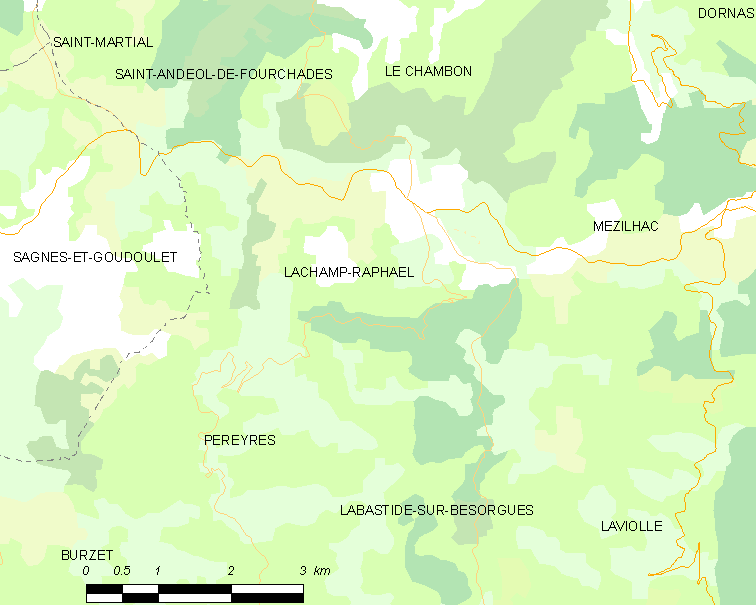
拉尚拉斐尔的OSM定位图

拉尚拉斐尔的时区为UTC+01:00、UTC+02:00（夏令时）。

## 行政
拉尚拉斐尔的邮政编码为07530，INSEE市镇编码为07120。

## 政治
拉尚拉斐尔所属的省级选区为欧布纳第一县。

## 人口

1962-2008年间拉尚拉斐尔人口变化图示

拉尚拉斐尔于2022年1月1日时的人口数量为66人。